# Piper zacapanum
Piper zacapanum är en pepparväxtart som beskrevs av Trel.& Standley. Piper zacapanum ingår i släktet Piper och familjen pepparväxter. Inga underarter finns listade i Catalogue of Life.